# RIZIN LANDMARK vol.2
+WEED presents RIZIN LANDMARK vol.2（プラスウィード・プレゼンツ・ライジン・ランドマーク・ボリューム・ツー）は、日本の総合格闘技団体「RIZIN」の大会の一つ。
2022年3月6日にスタジオマッチとして都内某所で開催された。

## 概要
メインイベントで、平本蓮と鈴木千裕が66.0kg契約で対戦し、鈴木が勝利を収めた。

## 対戦カード
第1試合 MMAルール 63.0kg契約ワンマッチ 5分3R
○  CORO vs.  増田拓真 ×
5分3R終了 判定2-1
第2試合 MMAルール 61.0kg契約ワンマッチ 5分3R
×  魚井フルスイング vs.  伊藤空也 ○
5分3R終了 判定0-3
第3試合 キックボクシングルール 52.5kg契約ワンマッチ 3分3R 肘あり
○  吉成名高 vs.  白幡裕星 ×
2R 1:02 TKO（左ストレート）
第4試合 MMAルール 66.0kg契約ワンマッチ 5分3R
×  昇侍 vs.  鈴木博昭 ○
1R 1:12 TKO（左フック）
第5試合 MMAルール 66.0kg契約ワンマッチ 5分3R
○  鈴木千裕 vs.  平本蓮 ×
5分3R終了 判定3-0